# كريس ليوبولد
كريس ليوبولد (بالإنجليزية: Chris Leopold)‏ هو شخصية أعمال وسياسي أمريكي، ولد في 22 أبريل 1968. حزبياً، نشط في الحزب الجمهوري. وقد انتخب عضو مجلس نواب لويزيانا.